# Linkpagina

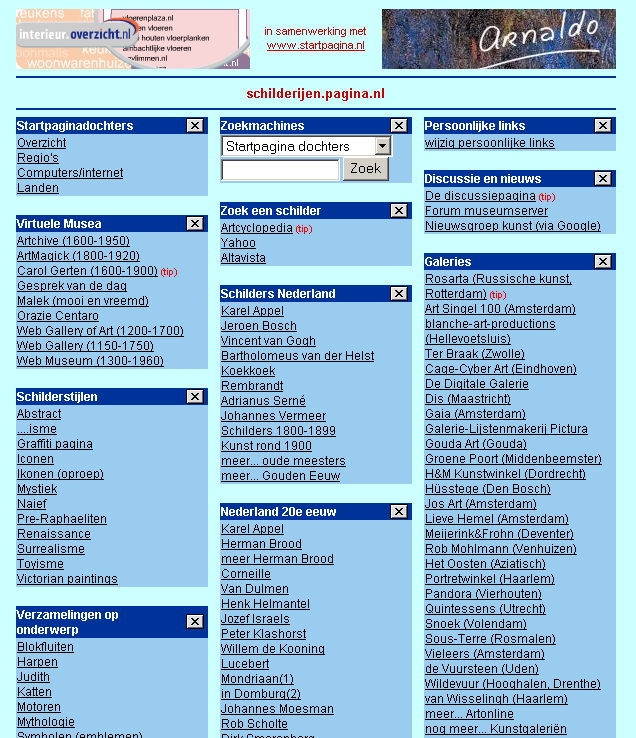
Een dochterpagina van de linkpagina Startpagina.nl

Een linkpagina, ook wel webindex of webportaal genoemd, is een website met als voornaamste doel het verwijzen (hyperlinks) naar andere websites. Het is een catalogus van links naar andere websites op internet. Deze links worden ondergebracht in een boomstructuur van categorieën.
Binnen het Nederlandse taalgebied zijn een tiental portalen actief. Een bekende linkpagina is Startpagina.nl, waardoor linkpagina's ook wel "startpagina" worden genoemd. Deze benaming is echter meer gebruikelijk voor een bepaalde webpagina waarop iemand zijn webbrowser laat starten.
Veel linkwebsites hebben subsites, ook wel dochterpagina's genoemd, met elk een gespecialiseerde selectie links over een bepaald onderwerp. Deze worden meestal door vrijwilligers ingevuld.
Website-eigenaren kunnen meestal een aanvraag indienen om hun website op te nemen op een linkpagina. 
Redacteuren controleren de website en voegen een korte omschrijving toe aan de webindex.
De meeste linkpagina's vragen in ruil voor het opnemen van de link op hun pagina's dat de site in kwestie een link aanbrengt naar het portaal. Dit zorgt ervoor dat de verschillende portalen goed in zoekmachines gevonden worden en als wisselwerking worden dan de opgenomen websites door deze zoekmachines weer beter weergegeven.

## Systematiek
Globaal gesproken valt de systematiek die linkpagina's hanteren binnen een van de volgende globale categorieën: 
- Open directory-structuur. De links zijn hiërarchisch, volgens een boommodel geordend in hoofd- en subcategorieën. Het voordeel hiervan is de duidelijke navigatie. Een nadeel is de arbitraire classificatie van deelpagina's en het vaak grote aantal klikken dat nodig is om informatie laag in de hiërarchie te bereiken. Bekende voorbeelden: Yahoo! en DMOZ.
- Informele, op hoofdonderwerp gerangschikte links: het startpaginamodel. Een voordeel hiervan is de snelle, platte toegankelijkheid van de informatie. Een nadeel is de vaak problematische navigatie indien de exacte naam van de startpagina niet bekend is. Bekende voorbeelden: startkabel.nl en startpagina.nl.

De twee categorieën groeien steeds meer naar elkaar toe: door de introductie van folksonomies wordt op linkpagina's als Digg en Delicious de starre hiërarchische indeling gedeeltelijk doorbroken en introduceren steeds meer startpagina's overzichtpagina's met alle dochterpagina's die tot dezelfde categorie behoren (bijvoorbeeld landen of dieren).

## Voorbeelden

### Open directory-model
- DMOZ, het Open Directory Project (4 miljoen links, tienduizenden categorieën)
- Yahoo!, de eerste linkpagina die wereldwijd bekend werd. Oorspronkelijk alleen een linkpagina, nu uitgebreid met onder meer een zoekmachine, webmail en andere aanvullende diensten.

### Startpaginamodel
- Startkabel.nl (1,1 miljoen links en 8.000 dochterpagina's)
- Startpagina.nl (1 miljoen links en 5.800 dochterpagina's)

### Hybridemodel
- Delicious
- Digg
- Symbaloo